# Clovis Hugues

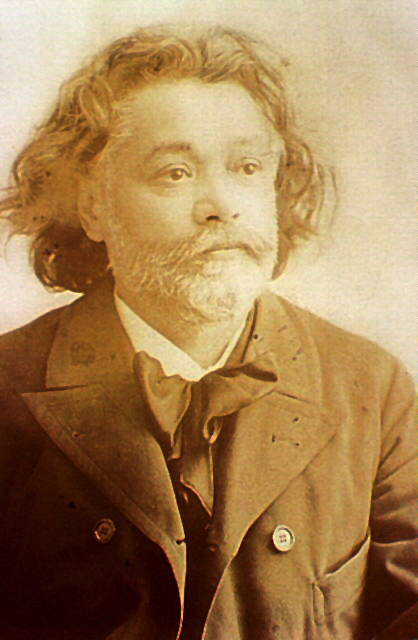
Clovis Hugues

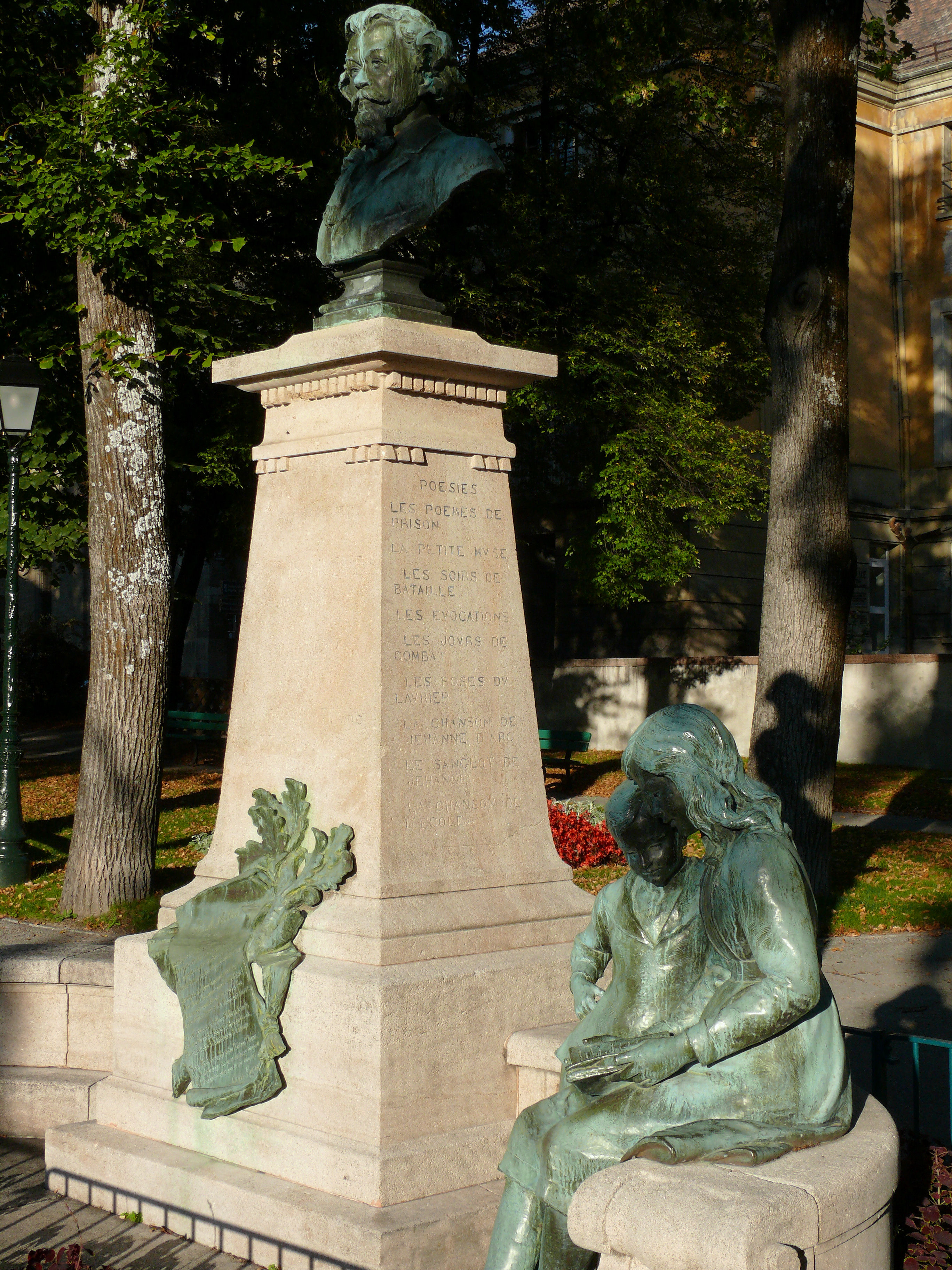
Denkmal für Clovis Hugues in Embrun

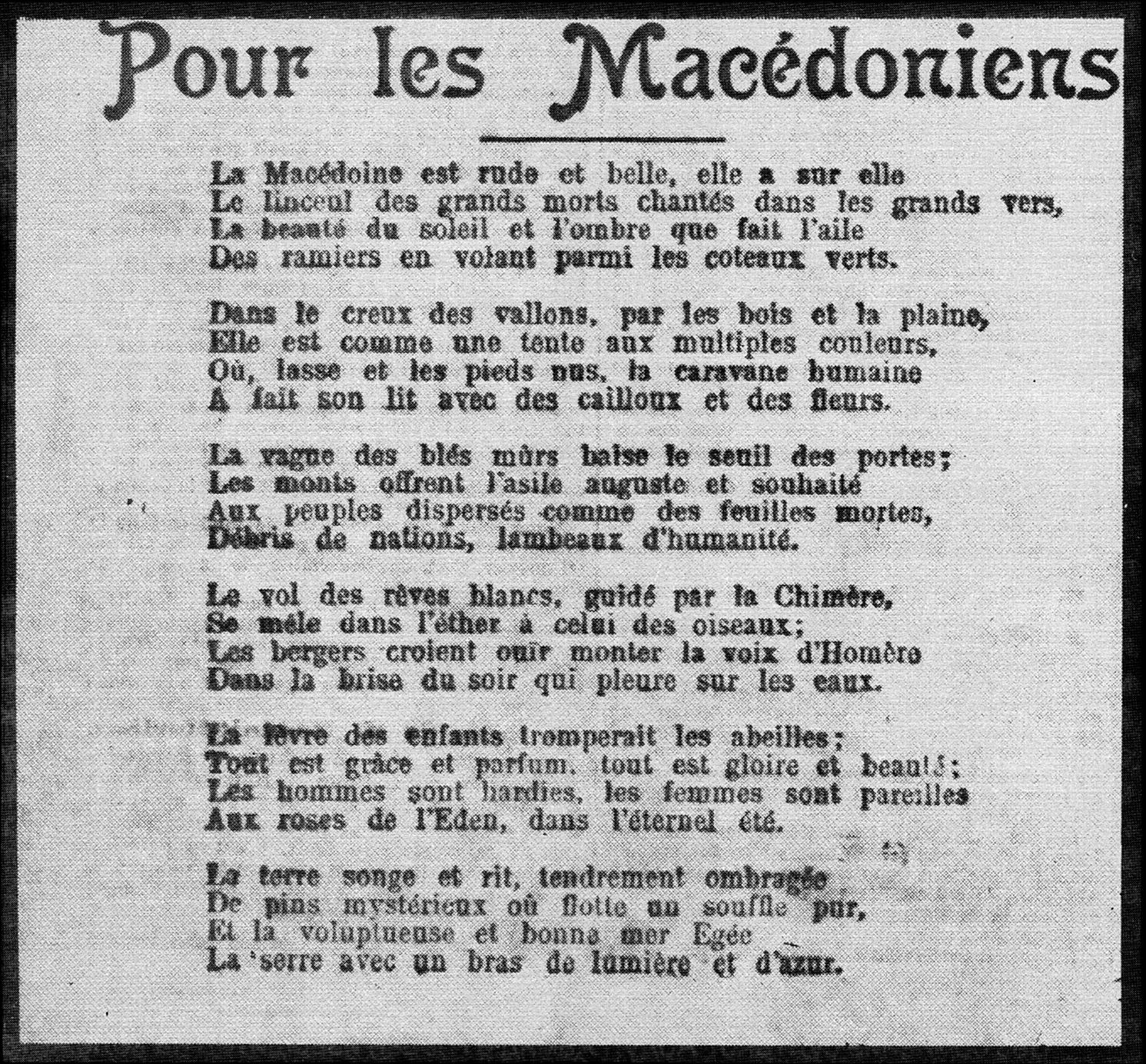
Pour les Macedoniens von Clovis Hugues (1903)

Clovis Hugues (* 3. November 1851 in Ménerbes (Département Vaucluse); † 11. Juni 1907 in Paris) war ein französischer Politiker.

## Leben
Clovis Hugues begann mit 18 Jahren seine journalistische Tätigkeit in radikalen Blättern. 1871 verurteilte ihn das Kriegsgericht wegen eines Artikels im Journal  La Fraternité zu drei Jahren Gefängnis und 2000 Franc Geldbuße.
1875 freigelassen, trat er in die Redaktion der Zeitung  La Jeune République ein. 1877 geriet er in Streit mit einem bonapartistischen Redakteur, tötete diesen im Duell und flüchtete nach Neapel, stellte sich aber 1878 in Aix-en-Provence dem Gericht und wurde freigesprochen.
1881 wurde er in Marseille zum Mitglied der Deputiertenkammer gewählt und schloss sich hier der äußersten Linken an, zu deren radikalsten Rednern er gehörte.
Er veröffentlichte unter den Titeln:
- La petite muse (1877),
- Poèmes de prison,
- Les soirs de bataille (1882),
- Les jours de combat (1883),
- Les évocations (1885) einige Gedichtsammlungen.

Seine Gattin erschoss 1884 im Justizpalast den Literaten Morin, den sie der Verleumdung beschuldigte, mit mehreren Revolverschüssen und wurde trotzdem 1885 von den Geschworenen freigesprochen.